# Mylonchulus rotundicaudatus
Mylonchulus rotundicaudatus är en rundmaskart som först beskrevs av Skarra 1921. Enligt Catalogue of Life ingår Mylonchulus rotundicaudatus i släktet Mylonchulus och familjen Mononchidae, men enligt Dyntaxa är tillhörigheten istället släktet Mylonchulus och familjen Mylonchulidae. Arten är reproducerande i Sverige. Inga underarter finns listade i Catalogue of Life.